# Casa Manuel Pladevall
La Casa Manuel Pladevall és una obra noucentista de Vic (Osona) inclosa a l'Inventari del Patrimoni Arquitectònic de Catalunya.

## Descripció
Edifici civil. Casa entre mitgeres. Consta de planta baixa i dos pisos. La façana ve marcada per una tribuna de planta poligonal, que determina la coberta i marca un eix vertical descentrat, remarcat per la coberta en forma de xamfrà. El ràfec és amb colls de fusta i ceràmica vidriada amb motius geomètrics.
S'obren tres portals rectangulars a la planta; al primer hi ha la tribuna i al segon un balcó amb baranes de forja.
La façana és arrebossada i presenta bonics esgrafiats i estucs amb motius vegetals sota el ràfec hi ha una inscripció amb la data de construcció. Cal remarcar els vidres emplomats que donen llum a l'escala de veïns. L'estat de conservació és mitjà, ja que la planta ha estat restaurada i el segon pis sembla abandonat.

## Història
L'antic camí de Gurb sorgí com el perllongament del carrer Neus vers el segle xii i on s'anaren transformant les masies i edificacions en cases entre mitgeres que seguien el traçat natural del camí. Al segle xv es construí l'església gòtica dels carmelitans prop de l'actual carrer de l'Arquebisbe Alemany que fou enderrocada el 1655 en convertir la ciutat en plaça fortificada contra els francesos durant la guerra dels Segadors. Als segles XVII-XVIII es construí l'actual convent i església dels Carmelitans calçats. Al segle xviii la ciutat experimenta un fort creixement i aquests carrers itinerants es renoven formant part de l'eixample Morató. Al segle xix amb la urbanització de l'Horta d'en Xandri i entre el carrer Gurb i de Manlleu també es renova. Actualment el carrer viu una etapa d'estancament i convindria revitalitzar-lo.
L'edifici és de principis del segle xx, amb clares influències noucentistes.